# Farratge sec

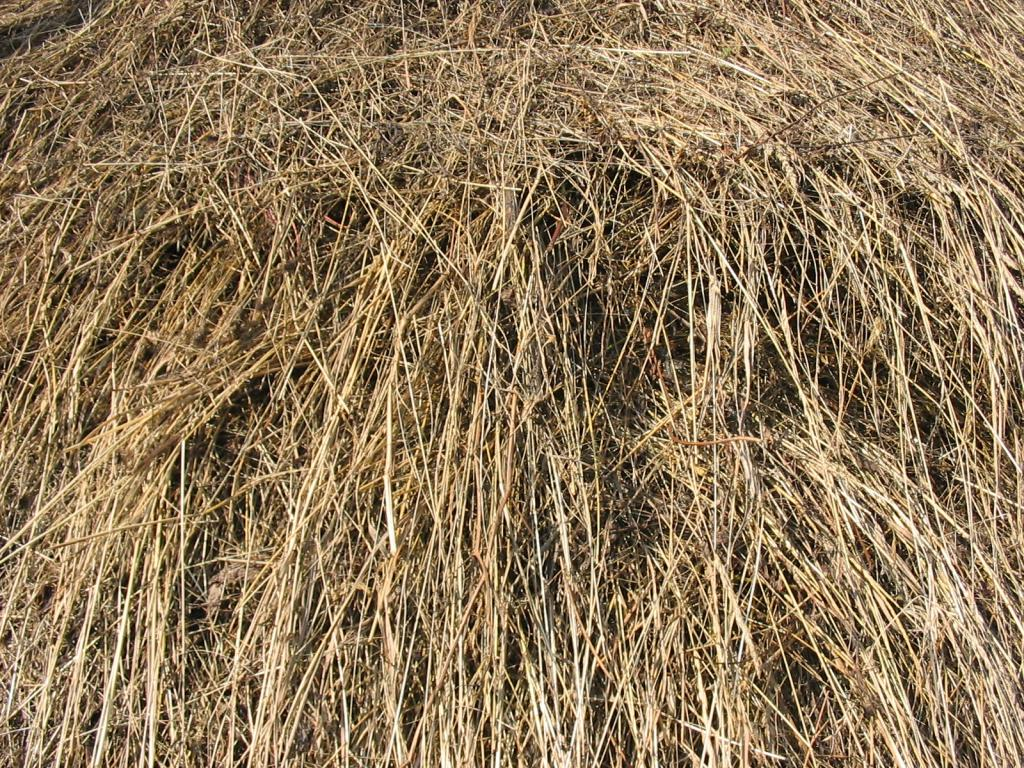
Vista de prop del fenc

El fenc, farratge sec, farroig, fe o alfè és herba (gramínies) o llegums que han estat tallats i assecats per fer farratge per als animals. Les flors de pastura també solen ser part de la barreja. Entre les plantes que comunament s'usen per a fer-ne fenc inclouen el margall anual (Lolium multiflorum) i el margall perenne (Lolium perenne), amb barreges d'altres herbes i trèvols (roig, blanc i subterrani). La civada, l'ordi i el blat també solen formar part del fenc. En molts països, l'alfals constituïx un fenc de qualitat superior, per al bestiar boví i els cavalls.
En climes secs i calorosos, el fenc és format d'herbes bastes molt seques que tenen molt poc valor nutricional, però és el millor que poden fer els grangers d'aquestes zones.
El material de les fulles determina la qualitat del fenc. Els grangers miren de jutjar el punt en el qual la fulla d'un prat arriba al seu màxim abans de tallar el farratge. El material segat es deixa assecar per tal que perdi una bona part de la humitat però segueixi prou fort perquè la maquinària el pugui recollir del sòl i processar-lo per a emmagatzemar-lo en fardells, piles o en clots.

## Composició
Entre les plantes comunament utilitzades per al fenc inclouen barreges d'herbes com raigràs (espècie Lolium), timotea, brom, Festuca, Cynodon, Dactylis i altres espècies, segons la regió. El fenc també pot incloure lleguminoses, com alfals i trèvols (vermell, blanc i subterrani). Els llegums al fenc es tallen idealment abans de la floració. Altres herbes de pastura també són de vegades part de la barreja, encara que aquestes plantes no són necessàriament desitjables, ja que certes herbes són tòxiques per a alguns animals.
Al Regne Unit part del fenc es cull de prats de fenc gestionats tradicionalment que tenen una flora molt diversa i que sustenten un ric ecosistema. El fenc produït per aquests prats és ric en espècies i tradicionalment es feia servir per alimentar els cavalls.
De vegades els materials vegetals d'avena, ordi i blat es tallen verds i es converteixen en fenc per a farratge, i més generalment s'usen en forma de palla, un subproducte de la collita de tiges i fulles mortes que s'empaquen després que el gra ha estat collit i trillat. La palla es fa servir principalment per a llit d'animals. Encara que la palla també s'usa com a farratge, particularment com a font de fibra dietètica, té un valor nutricional més baix que el fenc.
En agroforesteria es desenvolupen sistemes per produir fenc d'arbres.
És el material de la fulla i la llavor al fenc el que determina la seva qualitat, perquè contenen més del valor nutritiu per a l'animal que les tiges.:194 Els agricultors tracten de collir el fenc al punt en què els caps de les llavors no estan completament madures i la fulla està al punt màxim quan es talla l'herba al camp. El material tallat es deixa assecar perquè s'elimini la major part de la humitat, però el material frondós encara és prou robust per ser recollit del terra per maquinària i processat per al seu emmagatzematge en fardells, piles o pous. Per tant, els mètodes de producció de fenc pretenen minimitzar l'enfonsament i la caiguda de les fulles durant la manipulació.:194

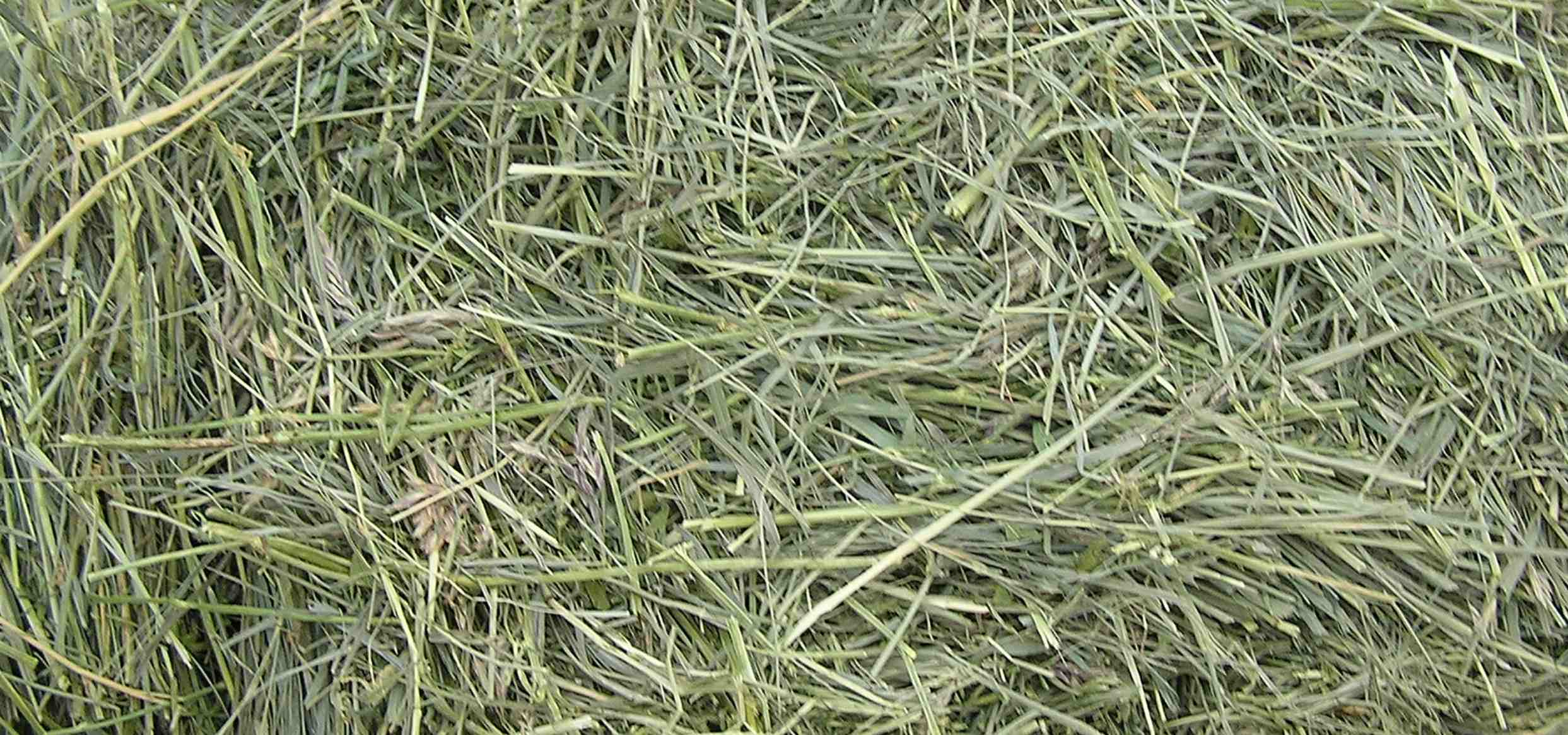
Fenc d'herba solta

El fenc és molt sensible a les condicions climàtiques, especialment quan es cull. En condicions de sequera, la producció de llavors i fulles s'atròfia, cosa que produeix un fenc que té una alta proporció de tiges seques i gruixudes que tenen valors nutricionals més baixos. Si el temps és massa humit, el fenc tallat es pot fer malbé al camp abans que es pugui empacar. Per tant, el risc més gran per als agricultors en la producció de cultius de fenc és el temps, especialment el temps de les poques setmanes en particular quan les plantes estan a la millor edat o maduresa per al fenc. Un cop de sort en el temps sovint fa que les tasques de fenificació (com tallar, fenificar i empacar) passin a ser la màxima prioritat a la llista de tasques a realitzar de la granja. El fenc que estava massa humit en tallar-lo pot desenvolupar podridura i floridura després de ser empacat, creant la possibilitat que es formin toxines a l'aliment, cosa que podria fer emmalaltir els animals.
Després de la collita, el fenc també s'ha d'emmagatzemar de manera que s'eviti que es mulli. La floridura i el deteriorament redueixen el valor nutricional i poden causar malalties als animals. Un fong simbòtic a la festuca pot causar malalties en cavalls i bestiar.

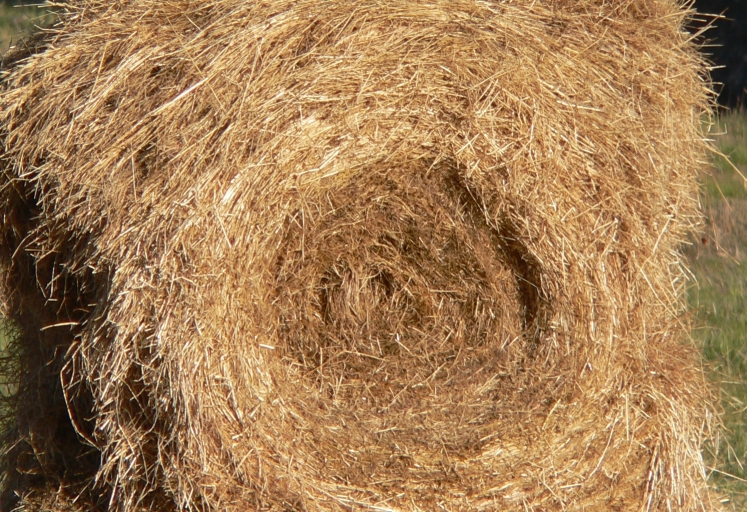
El fenc de mala qualitat està sec, blanquejat i de tija gruixuda. De vegades, el fenc emmagatzemat a l'aire lliure es veurà així a l'exterior però encara estarà verd dins de la paca. Una bala seca, blanquejada o gruixuda continua sent comestible i proporciona algun valor nutricional sempre que estigui seca i no florida, polsegosa o podrida.

Una collita amb èxit de rendiments màxims de fenc d'alta qualitat depèn completament de l'ocurrència coincident de condicions òptimes de cultiu, camp i clima. Quan això passa, hi pot haver un període d'intensa activitat a la granja de fenc mentre continua la collita fins que les condicions climàtiques es tornen desfavorables.

## Usos
El fenc s'utilitza normalment per a alimentar animals domèstics com les ovelles, cabres, vaques i cavalls quan no hi ha prou herba fresca, o quan l'herba fresca és massa rica per a una digestió fàcil de l'animal. Els porcs poden ser alimentats amb fenc, però no digereixen gaire la fibra de les plantes.

## Fer fenc

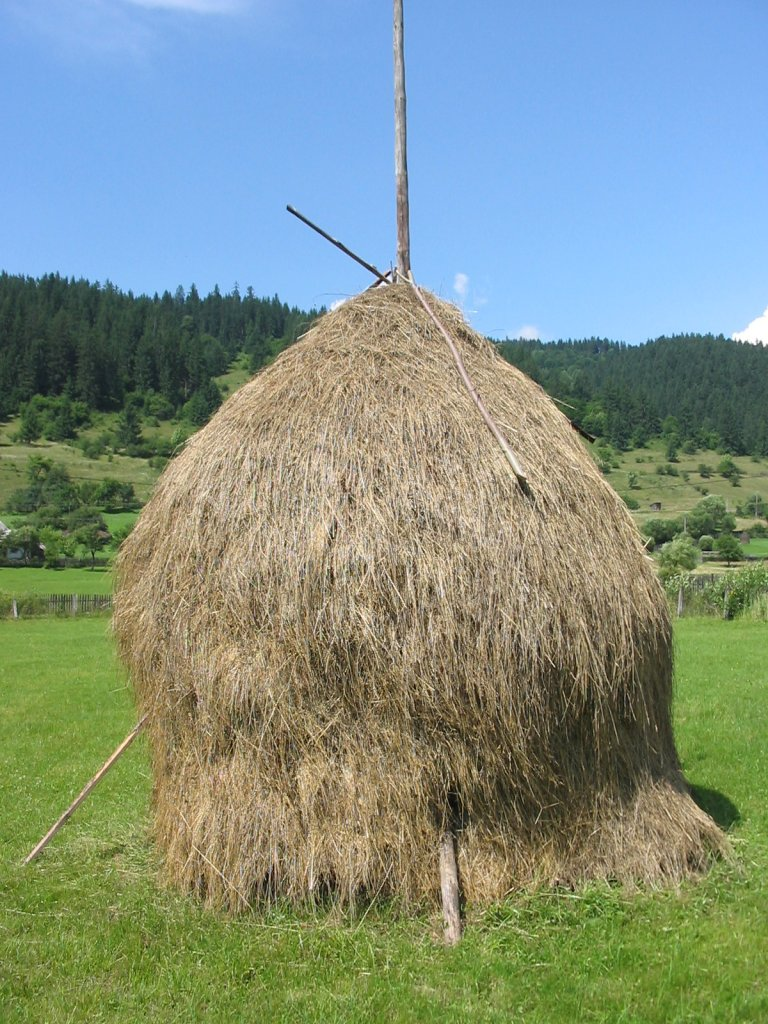
Fenc apilat a Romania

Fins a finals del segle xix no es feien créixer herba i trèvol junts perquè els cultius es rotaven. No obstant això, en l'estació de creixement, normalment la primavera, les granges produïen molt més farratge del que els animals podien consumir. La pastura es tallava just quan arribava al seu màxim, immediatament abans que l'herba florís, si s'atinava bé. Gran part se seguia segant amb dalles per quadrilles d'homes. Més tard, això es feia amb segadores tirades per cavalls i, a partir dels anys 30, tirades per tractors. En els anys 30, una bona gestió de les pastures va demostrar que les més productives eren el margall i el trèvol, pel que es prenien compromisos quan era l'hora de segar. Més tard, alguns pagesos feien cultius especials, com l'alfals, per a aconseguir fenc d'alta qualitat o de propòsits especials.
Durant el període d'assecat, de diversos dies, el procés es podia accelerar, i els efectes de la pluja importaven, donant-li la volta a l'herba. Al principi això es feia a mà amb una forca o un rastell, i més tard amb rastells llençats per tractors. L'assecat es pot accelerar més amb l'ús d'una fenquificadora, una màquina que buida i estén l'herba tallada. Aquest procés es diu fenquificatció.
Posteriorment, el fenc sec s'apilava arrossegant-lo a mà o amb màquines, de manera que formés una pila lineal. Mentre s'anava apilant, el fenc era recollit per altra quadrilla. Al principi això es feia recollint-lo amb una forca en un carro o en un camió, i més tard amb rastells de fenc enganxats a un automòbil, camió o tractor. Com a alternativa, el fenc solt es podia col·locar en feixos o feixos per al seu assecat abans de recollir-lo.
El fenc solt es traslladava a una zona designada per a l'apilament —normalment una zona una mica elevada per a drenar l'aigua— on es formava una pila de fenc o paller. La pila es feia a prova d'aigua (una tasca de considerable habilitat) i el fenc es comprimia sota el seu propi pes i es guaria per l'alliberament de calor de la humitat residual del fenc i de les forces de compressió. La pila s'envoltava d'una tanca per a separar-la de la resta del camp. Quan feia mancada, el paller s'obria amb un ganivet i cada dia se n'utilitzava una part per alimentar als animals. Depenent de la zona, el paller podia estar recolzat sobre una estructura interna o sota una teulada mòbil que es podia baixar mentre es retirava fenc.
En algunes granges, el fenc solt s'emmagatzemava en un rafal o un galpó, normalment de manera que es comprimís i guarís. El fenc es podia emmagatzemar en la segona planta del rafal, sobre els animals, o en un rafal dissenyat especialment amb poca estructura interna per a oferir més espai per al fenc.
Les piles de fenc produïxen calor interna a causa de la fermentació bacteriana. Si s'apila fenc amb herba humida, la calor produïda pot ser suficient perquè es cali foc en el paller. Els grangers han d'anar amb compte amb els nivells d'humitat per a evitar aquesta "combustió espontània", perquè el foc en un paller pot ser molt perillós.

### Paller o meda (Astúries)
El paller és una construcció característica dels pobles de la Península Ibèrica. Es compon d'un pal central de fusta sobre el qual s'acumula el fenc tallat en piles.
Al voltant del paller s'alça un xicotet muret per a evitar que el bestiar poguera acostar-se i menjar-se el fenc. En l'actualitat, amb l'ús de la maquinària, aquesta manera d'emmagatzematge ha estat substituït per les "paques" de palla.

### Embalat mecanitzat

Embaladora mecànica

Les embaladores mòbils, màquines que recullen i enfardellen el fenc en un mateix procés, es van desenvolupar al voltant de 1940. Les primeres embaladores produïen fardells rectangulars el bastant petits perquè un home pogués dur-los sobre el seu cap, col·locant-los en el sòl. La grandària i la forma permetia que una persona pogués recollir aquests fardells, apilar-los en un vehicle per al seu transport cap a la zona d'emmagatzematge i després construir un paller. Com la pluja arrossega els nutrients del fenc, aquest se solia emmagatzemar en un rafal o es protegia amb una lona impermeable.
Després d'alguns intents de mecanitzar el transport de fardells petits des del camp al paller, els grangers van passar a utilitzar embaladores que produïen fardells molt més grans, maximitzant la quantitat de fenc que queda protegida dels elements. Els fardells rectangulars grans són fàcils d'apilar, però els fardells rodons poden fer-se més densos i avui dia són més comuns en els països occidentals. La raó entre el volum i l'àrea de la superfície possibilita que molts grangers de zones seques puguin deixar els fardells a la intempèrie fins que acabin de ser consumits. Els grangers de zones humides han desenvolupat bosses de plàstic per a embolicar els fardells que es deixen fora.
Aquests grans fardells rodons de fenc suposen un perill per als grangers: de 1992 a 1998, 74 treballadors de granja van morir en incidents amb fardells rodons de fenc. Cal extremar la precaució quan es treballa regularment amb grans fardells rodons de fenc.

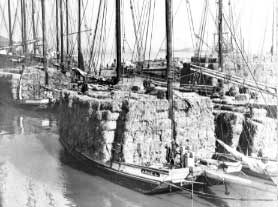
Barca de fenc amb fardells rectangulars, a la fi del XIX

La collita d'una quantitat màxima de fenc de gran qualitat depèn completament de l'ocurrència simultània de condicions òptimes del cultiu, el camp i el clima. Quan això ocorre, pot haver un període d'activitat intensa en la granja de fenc en el qual la collita prossegueix fins que les condicions climàtiques deixen de ser favorables. El període de "vacances d'estiu", en el qual les escoles públiques tancaven, era tradició que els nens ajudessin en la collita familiar del fenc. Aquesta tradició perdura avui, encara que avui dia pocs nens en edat escolar viuen en una granja en els països desenvolupats.

## Composició química
| Tipus                           | Aigua | Cendres | Albuminoides | Fibra bruta | Matèria extractiva lliure de nitrogen | Lípids |
| ------------------------------- | ----- | ------- | ------------ | ----------- | ------------------------------------- | ------ |
| Fenc de prada - pobre           | 14,3  | 5,0     | 7,5          | 33,5        | 38,2                                  | 1,5    |
| Fenc de pradera - mitjana       | 14,3  | 6,2     | 9,7          | 26,3        | 41,6                                  | 2,3    |
| Fenc de prada bo                | 15,0  | 7,0     | 11,7         | 21,9        | 42,3                                  | 2,2    |
| Fenc de prada - millor          | 16,0  | 7,7     | 13,5         | 19,3        | 40,8                                  | 2,6    |
| Fenc de trèvol vermell - pobre  | 15,0  | 5,0     | 7,5          | 33,5        | 38,2                                  | 1,5    |
| Fenc de trèvol vermell - mitjà  | 16,0  | 5,3     | 12,3         | 26,0        | 38,2                                  | 2,2    |
| Fenc de trèvol vermell - bo     | 16,5  | 5,3     | 12,3         | 26,0        | 38,2                                  | 2,2    |
| Fenc de trèvol vermell- millor  | 16,5  | 7,0     | 15,3         | 22,2        | 35,8                                  | 3,2    |
| Fibra proteínica                |       |         |              |             |                                       |        |
| Plantes gramínies (per a herba) |       |         |              |             |                                       |        |
| Phleum pratense                 | 14,3  | 5,0     | 7,5          | 33,5        | 38,2                                  | 1,5    |
| Agrostis gigantea               | 8,9   | 5,2     | 7,9          | 28,6        | 47,5                                  | 1,9    |
| Poa pratensis                   | 9,4   | 7,7     | 10,4         | 19,6        | 50,4                                  | 2,5    |
| Dactylis sp.                    | 9,9   | 6,0     | 8,1          | 32,4        | 41,0                                  | 2,6    |
| Festuca pratensis               | 20,0  | 6,8     | 7,0          | 25,9        | 38,4                                  | 2,7    |
| Bromus                          | 11,0  | 9,5     | 11,6         | 30,8        | 35,2                                  | 1,8    |
| Sorghum halepense               | 10,2  | 6,1     | 7,2          | 28,5        | 45,9                                  | 2,1    |
| Plantes lleguminoses            |       |         |              |             |                                       |        |
| Alfals                          | 8,4   | 7,4     | 14,3         | 25,0        | 42,7                                  | 2,2    |
| Trifolium pratense              | 20,8  | 6,6     | 12,4         | 21,9        | 33,8                                  | 4,5    |
| Trifolium incarnatum (fenc)     | 9,6   | 8,6     | 15,2         | 27,2        | 36,6                                  | 2,8    |
| Vigna unguiculata               | 10,7  | 7,5     | 16,6         | 20,1        | 42,2                                  | 2,9    |
| Glycine max                     | 11,3  | 7.2     | 15.4         | 22.3        | 38.6                                  | 5.2    |
| Hordeum vulgare (ordi)          | 10,6  | 5,3     | 9,3          | 23,6        | 48,7                                  | 2,5    |
| Avena sativa                    | 16,0  | 6,1     | 7,4          | 27,2        | 40,6                                  | 2,7    |